# أفضل الأعمال (ألبوم سبايس جيرلز)
ألبوم أفضل الأعمال (بالإنجليزية: Greatest Hits)‏ لفرقة سبايس جرلز جمع أفضل الأعمال للفرقة. جاء هذا الألبوم بعد سبع سنوات من آخر ألبوم للفرقة، وصاحب إطلاقه جولة عالمية. أطلق عالميًا في نوفمبر 2007، إلا أنه أطلق على نطاق محدود في الولايات المتحدة في 6 نوفمبر 2007 عبر محلات فيكتوريا سيكريت، وأطلق على نطاق واسع في 15 يناير 2008. بعد أداء الفرقة في أولمبياد لندن الصيفية 2012، صعد الألبوم إلى قائمة العشر والعشرين والثلاثين الأوائل في قوائم الأغاني على مستوى العالم، ومن بينها قوائم الولايات المتحدة والمملكة المتحدة ونيوزيلاندا وأستراليا. وبيع من الألبوم مليونا نسخة عالميًا.

## روابط خارجية
- أفضل الأعمال على موقع أول موفي (الإنجليزية)